# Nationalkongress (Chile)

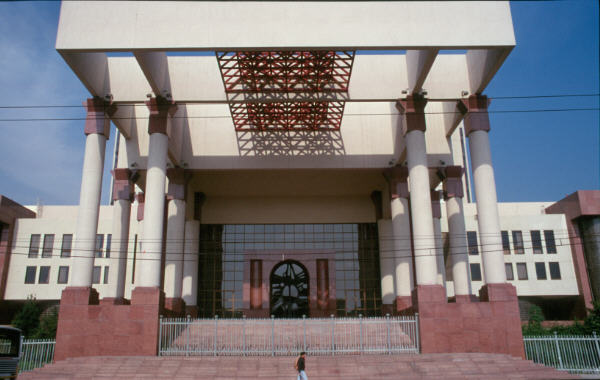
Kongress in Valparaiso

Der Nationalkongress (span. Congreso Nacional) ist die chilenische Legislative. Er hat seinen Sitz in der Hafenstadt Valparaíso und besteht aus zwei Kammern. Der erste chilenische Kongress wurde am 4. Juli 1811 durch Beschluss (1810) der Regierungs-Junta gebildet, damals noch in Santiago de Chile.
Nach dem Putsch in Chile 1973 wurde der Kongress entmachtet. Erst nach dem Ende der Militärdiktatur unter Augusto Pinochet (1973–1989) wurde der Kongress in Valparaíso am 11. März 1990 neu konstituiert. Das Parlamentsgebäude wird von der Carabineros-Palastgarde bewacht.

## Abgeordnetenkammer
Die Abgeordnetenkammer (Cámara de Diputados) besteht aus 120 durch direkte Wahl ermittelten Abgeordneten. Das ganze Land wird in 60 Wahlkreise eingeteilt, in denen alle vier Jahre jeweils zwei Abgeordnete gewählt werden. Dabei geht in der Regel je ein Mandat an die beiden stärksten Parteien bzw. Parteienbündnisse. Die erstplatzierte Partei stellt jedoch beide Abgeordnete, wenn sie doppelt so viele Stimmen wie die zweitplatzierte Partei hat. Dieses Wahlsystem wird binomiales Wahlsystem genannt und führt dazu, dass es für kleine Parteien schwer, aber nicht völlig unmöglich ist, in das Parlament gewählt zu werden. Derzeit stammen so 8 der 120 Mandate nicht von einer der beiden dominierenden Parteienbündnisse des Landes.

## Senat
Der Senat (Senado) umfasst seit einer am 16. August 2005 beschlossenen Verfassungsreform 38 Mitglieder. Die gewählten Senatoren stammen aus 19 Wahlbezirken, wobei jede der zwölf Regionen sowie die Hauptstadt über ein bis zwei Wahlbezirke verfügt. Alle vier Jahre wird jeweils die Hälfte der Senatoren für eine Amtszeit von acht Jahren gewählt.
Neben den von den Bürgern gewählten Senatoren gehörten bis zur Verfassungsreform zehn weitere Mitglieder – so genannte „institutionelle“ Senatoren – dem Senat an. Sie wurden von verschiedenen Institutionen ernannt und hatten ebenfalls eine Amtszeit von acht Jahren. Der Präsident durfte einen ehemaligen Minister und einen ehemaligen Universitätsrektor ernennen, der Oberste Gerichtshof nominierte zwei ehemalige Richter und einen ehemaligen Leiter des Rechnungshofes und der Nationale Sicherheitsrat schließlich vier ehemalige Armee- bzw. Polizeichefs. Der ehemalige Staatspräsident Eduardo Frei wurde gar "Senator auf Lebenszeit"; nach dem Verlust dieses Privilegs stellte er sich 2006 erfolgreich einer Wiederwahl. Am 11. März 2006 wurde er zum Präsidenten des Senats gewählt.